# Francisco Varela (voetballer)
Francisco Miguel Varela Martín (Atarfe, 26 oktober 1994) is een Spaans voetballer die bij voorkeur als linksback speelt. Hij stroomde in 2015 door vanuit de jeugd van Real Betis.

## Clubcarrière
Varela speelde in de jeugd voor Granada CF en Real Betis. Op 27 februari 2014 debuteerde hij in de UEFA Europa League tegen Roebin Kazan. Op 24 juli 2014 verlengde de linksachter zijn contract tot 2016. Op 23 november 2014 maakte hij zijn competitiedebuut tegen Deportivo Alavés. In zijn debuutseizoen kwam Varela tot een totaal van 22 competitieduels, waarmee hij een aandeel had in de promotie van Real Betis naar de Primera División.

## Interlandcarrière
Varela kwam reeds uit voor verschillende Spaanse nationale jeugdselecties. In 2015 debuteerde hij in Spanje –20.